# Лилина, Елизавета Николаевна
Елизавета Николаевна Лилина (в девичестве — Юматова, в замужестве — Калашникова, род. 27 апреля 1882; Саратов, Российская империя — 1 января 1960; Москва, РСФСР, СССР) — советская актриса театра и кино. Заслуженная артистка РСФСР (1958).

## Биография
Родилась 27 апреля 1882 года в Саратове в семье отца, который являлся рабочим-модельщиком Саратовского чугунолитейного завода и матери, которая была домашней хозяйкой. В семье также рос младший брат. Воспитывалась в суровых условиях. Помогала по дому.
С детства хотела стать артисткой, хотя семья была далека от театрального творчества, но в 1899 году получилось добиться своих целей и девушка впервые вышла на сцену Саратовского народного дома, где играла там множество ролей. Выступала и снималась под сценической фамилией — Лилина. Много раз выезжала в различные города с выступлениями по провинции.
В 1915 году обосновалась в Москве. Выступала в различных малых театрах, позже перешла служить в более популярные театры, такие как «Театр Незлобина», «Новый театр» и «Театр Российской армии», о которых уже тогда в советское время знали многие. Снималась в кино.
Ушла из жизни 1 января 1960 года в Москве. Похоронена на Новодевичьем кладбище.

### Личная жизнь[1]
- Муж — Владимир Иванович Неронов, настоящая фамилия Калашников (1866—1919) — советский актёр театра и кино.
- Сын — Николай Владимирович Неронов, настоящая фамилия Калашников (1901—1975) — советский актёр театра и кино.

## Фильмография
- 1939 — В людях — Матрёна Ивановна
- 1939 — Истребители — мать Кожухарова
- 1939 — Поднятая целина — жена Фрола Дамаскова
- 1945 — Близнецы — старушка
- 1945 — Это было в Донбассе — жена Кулыгина
- 1947 — Поезд идёт на восток — старушка на вокзале
- 1948 — Три встречи — мать Максима Корнева
- 1950 — Смелые люди — Антонина Гавриловна
- 1958 — У тихой пристани — Фёкла Иннокентьевна

## Звания и награды
- Заслуженный артист РСФСР (21 января 1958)[2].